# بانک سرمایه‌گذاری زیربنایی آسیا
بانک سرمایه‌گذاری زیربنایی آسیا (انگلیسی: Asian Infrastructure Investment Bank) (به چینی: 亚洲基础设施投资银行)یک مؤسسهٔ مالی بین‌المللی است که به پیشنهاد دولت جمهوری خلق چین بنیانگذاری شده‌است. هدف این نهاد توسعهٔ چند جانبه، تأمین مالی پروژه‌های زیربنایی در منطقهٔ آسیا است.
برخی بانک سرمایه‌گذاری زیر بنایی آسیا را رقیب جدی برای بانک جهانی، صندوق بین‌المللی پول و بانک توسعهٔ آسیا که تحت تسلط کشورهایی مانند آمریکا قرار دارند، می‌دانند.
ایران یکی از سهامداران و اعضای هیئت مؤسس این بانک است.

## عضویت
تا تاریخ ۱۵ آوریل ۲۰۱۵ نام ۵۷ کشور به عنوان عضو هیئت مؤسس اعلام شده‌است.
هنگ کنگ در مذاکرات به هیئت چینی می‌پیوندد. بلژیک، کانادا، جمهوری چک و اوکراین در حال پیوستن به بانک سرمایه‌گذاری آسیا هستند. کلمبیا، ژاپن و آمریکا تا کنون تمایلی به پیوستن به این بانک اعلام نکرده‌اند.
تقاضای کرهٔ شمالی و تایوان برای عضویت در هیئت مؤسس بانک توسط چین رد شده‌است.
مجارستان و تایوان متقاضی پیوستن به بانک سرمایه‌گذاری آسیا به عنوان عضو عادی هستند.

### اعضای مؤسس
تعداد ۳۳ کشور از اعضای هیئت مؤسس در منطقه و ۱۷ کشور خارج از منطقهٔ آسیا قرار دارند
| کشور (منطقه)      | تاریخ تصویب     |
| ----------------- | --------------- |
| استرالیا          | ۲۹ ژوئن ۲۰۱۵    |
| جمهوری آذربایجان  | ۱۵ آوریل ۲۰۱۵   |
| بنگلادش*          | ۲۴ اکتبر ۲۰۱۴   |
| برونئی*           | ۲۴ اکتبر ۲۰۱۴   |
| کامبوج*           | ۲۴ اکتبر ۲۰۱۴   |
| چین* (مؤسس)       | ۲۴ اکتبر ۲۰۱۴   |
| گرجستان           | ۲۹ ژوئن ۲۰۱۵.   |
| هند*              | ۲۴ اکتبر ۲۰۱۴   |
| اندونزی*          | ۲۵ نوامبر ۲۰۱۴  |
| ایران             | ۷ آوریل ۲۰۱۵    |
| اسرائیل           | ۱۵ آوریل ۲۰۱۵   |
| اردن              | ۷ فوریه ۲۰۱۵    |
| قزاقستان*         | ۲۴ اکتبر ۲۰۱۴   |
| قرقیزستان         | ۹ آوریل ۲۰۱۵    |
| لائوس*            | ۲۴ اکتبر ۲۰۱۴   |
| مالدیو            | ۳۱ دسامبر ۲۰۱۴  |
| مغولستان*         | ۲۴ اکتبر ۲۰۱۴   |
| میانمار*          | ۲۴ اکتبر ۲۰۱۴   |
| نپال*             | ۲۴ اکتبر ۲۰۱۴   |
| نیوزیلند          | ۵ ژانویه ۲۰۱۵   |
| عمان*             | ۲۴ اکتبر ۲۰۱۴   |
| پاکستان*          | ۲۴ اکتبر ۲۰۱۴   |
| قطر*              | ۲۴ اکتبر ۲۰۱۴   |
| کره جنوبی         | ۲۹ ژوئن ۲۰۱۵    |
| روسیه             | ۲۹ ژوئن ۲۰۱۵    |
| عربستان سعودی     | ۱۳ ژانویه ۲۰۱۵  |
| سنگاپور*          | ۲۴ اکتبر ۲۰۱۴   |
| سری‌لانکا*         | ۲۴ اکتبر ۲۰۱۴   |
| تاجیکستان         | ۱۳ ژانویه ۲۰۱۵  |
| ترکیه             | ۱۰ آوریل ۲۰۱۵   |
| امارات متحده عربی | ۵ آوریل ۲۰۱۵    |
| ازبکستان*         | ۲۴ اکتبر ۲۰۱۴   |
| ویتنام*           | ۲۴ اکتبر ۲۰۱۴   |
| هنگ کنگ**         | وضعیت در انتظار |

| کشور       | تاریخ تصویب   |
| ---------- | ------------- |
| اتریش      | ۲۹ ژوئن ۲۰۱۵  |
| برزیل      | ۲۹ ژوئن ۲۰۱۵. |
| مصر        | ۲۹ ژوئن ۲۰۱۵  |
| فنلاند     | ۲۹ ژوئن ۲۰۱۵  |
| فرانسه     | ۲۹ ژوئن ۲۰۱۵. |
| آلمان      | ۲۹ ژوئن ۲۰۱۵  |
| ایسلند     | ۱۵ آوریل ۲۰۱۵ |
| ایتالیا    | ۲۹ ژوئن ۲۰۱۵  |
| لوکزامبورگ | ۲۷ مارس ۲۰۱۵  |
| مالت       | ۹ آوریل ۲۰۱۵  |
| هلند       | ۲۹ ژوئن ۲۰۱۵. |
| نروژ       | ۲۹ ژوئن ۲۰۱۵  |
| پرتغال     | ۱۵ آوریل ۲۰۱۵ |
| اسپانیا    | ۲۹ ژوئن ۲۰۱۵  |
| سوئد       | ۱۵ آوریل ۲۰۱۵ |
| سوئیس      | ۲۸ مارس ۲۰۱۵  |
| بریتانیا   | ۲۸ مارس ۲۰۱۵  |

توضیحات دربارهٔ کشور (منطقه)

اعضای مؤسس
اعضای مؤسس امضاء کننده تفاهم‌نامه برای تأسیس AIIB
تصویب شده به عنوان عضو هیئت مؤسس AIIB
متقاضی برای عضویت معمولی در AIIB
درخواست در حال بررسی
بدون تعهد به مشارکت یا رد شده
غیرمتعهد

- * اعضای مؤسس امضاء کننده تفاهم‌نامه
- **  هنگ کنگ

نمایندگان هنگ کنگ با پیوستن به هیئت چین در نشست سوم مذاکره کنندگان ارشد حضور داشتند. نوع و چگونگی حضور هنگ کنگ در بانک سرمایه‌گذاری در پایان مذاکرات مشخص خواهد شد.

#### امضاء کرده ولی نپیوسته‌اند
| کشور (منطقه) | تاریخ تصویب   |
| ------------ | ------------- |
| کویت*        | ۲۴ اکتبر ۲۰۱۴ |
| مالزی*       | ۲۴ اکتبر ۲۰۱۴ |
| فیلیپین*     | ۲۴ اکتبر ۲۰۱۴ |
| تایلند*      | ۲۴ اکتبر ۲۰۱۴ |

| کشور          | تاریخ تصویب   |
| ------------- | ------------- |
| دانمارک       | ۲۹ ژوئن ۲۰۱۵. |
| لهستان        | ۱۵ آوریل ۲۰۱۵ |
| آفریقای جنوبی | ۱۵ آوریل ۲۰۱۵ |

### اعضای عادی
کشورهای متقاضی و مناطق
| کشور (منطقه) | تاریخ تقاضا                |
| ------------ | -------------------------- |
| مجارستان     | ۳۱ مارس ۲۰۱۵               |
| تایوان*      | ۳۱ مارس ۲۰۱۵/۱۳ آوریل ۲۰۱۵ |

توضیحات دربارهٔ کشور (منطقه)
- *  تایوان (تایوان)
- تایوان تقاضای عضویت در هیئت مؤسس را با عنوان چین تایپه ارائه داده بود[۲۸][۲۹] ولی این تقاضا توسط دبیرخانه موقت بانک بدون ارائه دلیلی رد شد. چین اعلام کرده درها برای عضویت تایوان در آینده بازخواهد بود.[۶]

### متقاضی رد شده
کره شمالی
- یک مقام ارشد کره شمالی درخواست عضویت آن کشور در AIIB را ارائه کرده بود که این تقاضا توسط دبیرکل بانک به علت عدم التزام کره شمالی به ارائه دقیق و شفاف وضعیت اقتصادی و بازار مالی خویش رد شد.[۳۰]

### کشورهای غیرمتقاضی
آمریکا – بدون تعهد
- ایالات متحده آمریکا نگرانی خود را به صورت رسمی از تأسیس این بانک و نحوه اداره آن ابراز کرده‌است و به هم‌پیمانان خود تأکید کرده‌است که از پیوستن به این بانک خودداری کنند.[۳۱][۳۲]

یک مقام آمریکایی به روزنامه تایمز مالی گفته‌است که ایالات متحده نگران روند پذیرش خواست‌های حکومت چین است و به نظر آمریکا، این روشی مناسب برای تعامل با کشوری نیست که به تدریج به یک قدرت عمده تبدیل می‌شود.
 فیلیپین – تحت بررسی
- بنیگنو آکینو رئیس‌جمهور فیلیپین اعلام کرده‌است که کشور متبوعش در حال بررسی پیشنهاد عضویت در بانک سرمایه‌گذاری است و هنوز مشخص نیست که حاضر به پیوستن به این بانک هستیم.[۳۴]

 ژاپن – "تحت بررسی" / بدون تعهد
- سفیر ژاپن در پکن پیش‌تر اعلام کرده بود که ژاپن احتمال دارد به بانک سرمایه‌گذاری زیربنایی آسیا بپیوندد.[۳۵] وزیر دارای ژاپن در ابتدا از تمایل ژاپن به عضویت در بانک خبر داد اما پس از مدتی نظرش تغییر یافت. شینزو آبه نخست‌وزیر ژاپن نیز اظهار کرده بود که ژاپن نیازی به عضویت در بانک سرمایه‌گذاری زیربنایی آسیا ندارد.[۳۶]

## ایران
ایران که یکی از اعضای هیئت مؤسس این بانک است، در فروردین ماه ۱۳۹۴ به این بانک پیوست.
در تیرماه ۱۳۹۴ علی طیب‌نیا وزیر امور اقتصادی و دارایی با شرکت در مراسم رسمی امضای اساسنامه بانک سرمایه‌گذاری زیربنایی آسیا در پکن، این اساسنامه را به امضاء رساند.
میزان سهام ایران در بانک سرمایه‌گذاری زیربنایی آسیا مبلغ یک میلیارد و ۵۸۰ هزار دلار است که مقرر است مانند سایر کشورها سهم خود را به صورت تدریجی در این بانک پرداخت کند.

## سهامداران
جدول زیر میزان سهام ۳۰ کشوری که بیشترین درصد سهام را در بانک سرمایه‌گذاری زیربنایی آسیا دارند، نشان می‌دهد.
| رتبه | کشور              | سهم (% از کل) | حق رای(% از کل) |
| ---- | ----------------- | ------------- | --------------- |
|      | جهان              | ۱۰۰٫۰۰        | ۱۰۰٫۰۰          |
| ۱    | چین               | ۳۰٫۳۴         | ۲۶٫۰۶           |
| ۲    | هند               | ۸٫۵۲          | ۷٫۵۰            |
| ۳    | روسیه             | ۶٫۶۶          | ۵٫۹۳            |
| ۴    | آلمان             | ۴٫۵۷          | ۴٫۱۵            |
| ۵    | کره جنوبی         | ۳٫۸۱          | ۳٫۵۰            |
| ۶    | استرالیا          | ۳٫۷۶          | ۳٫۴۶            |
| ۷    | فرانسه            | ۳٫۴۴          | ۳٫۱۹            |
| ۸    | اندونزی           | ۳٫۴۲          | ۳٫۱۷            |
| ۹    | برزیل             | ۳٫۲۴          | ۳٫۰۲            |
| ۱۰   | بریتانیا          | ۳٫۱۱          | ۲٫۹۱            |
| ۱۱   | ترکیه             | ۲٫۶۶          | ۲٫۵۲            |
| ۱۲   | ایتالیا           | ۲٫۶۲          | ۲٫۴۹            |
| ۱۳   | عربستان سعودی     | ۲٫۵۹          | ۲٫۴۷            |
| ۱۴   | اسپانیا           | ۱٫۷۹          | ۱٫۷۹            |
| ۱۵   | ایران             | ۱٫۶۱          | ۱٫۶۳            |
| ۱۶   | تایلند            | ۱٫۴۵          | ۱٫۵۰            |
| ۱۷   | امارات متحده عربی | ۱٫۲۱          | ۱٫۲۹            |
| ۱۸   | پاکستان           | ۱٫۰۵          | ۱٫۱۶            |
| ۱۹   | هلند              | ۱٫۰۵          | ۱٫۱۶            |
| ۲۰   | فیلیپین           | ۱٫۰۰          | ۱٫۱۱            |
| ۲۱   | مالزی             | ۱٫۰           |                 |
| ۲۲   | لهستان            | ۰٫۸           |                 |
| ۲۳   | سنگاپور           | ۰٫۸           |                 |
| ۲۴   | ویتنام            | ۰٫۸           |                 |
| ۲۵   | سوئیس             | ۰٫۷           |                 |
| ۲۶   | مصر               | ۰٫۷           |                 |
| ۲۷   | بنگلادش           | ۰٫۷           |                 |
| ۲۸   | آفریقای جنوبی     | ۰٫۷           |                 |
| ۲۹   | سوئد              | ۰٫۷           |                 |
| ۳۰   | قزاقستان          | ۰٫۶           |                 |
| -    | بقیه کشورها       | ۵٫۸           |                 |